# ناوتو تسوجي
ناوتو تسوجي (باليابانية: 辻直人) مواليد 8 سبتمبر 1989 في أوساكا، هو لاعب كرة سلة ياباني. بدأ مسيرته الاحترافية في سنة 2012. يلعب في دوري كرة السلة الياباني للمحترفين كلاعب هجوم خلفي. يبلغ طوله 6 قدم 1 بوصة (1.9 م). حقق المركز الثالث في دورة الألعاب الآسيوية 2014.

## الميداليات
| الميدالية | المسابقة                   |
| --------- | -------------------------- |
| برونزية   | دورة الألعاب الآسيوية 2014 |

## روابط خارجية
- ناوتو تسوجي على موقع الاتحاد الدولي لكرة السلة (الإنجليزية)
- ناوتو تسوجي على موقع دوري كرة السلة الياباني للمحترفين (اليابانية)
- ناوتو تسوجي على موقع كرة السلة الأوروبية.كوم (الإنجليزية)
- ناوتو تسوجي على موقع ريلجم (الإنجليزية)
- ناوتو تسوجي على موقع بروبوليرز (الإنجليزية)